# NGC 3678
NGC 3678 é uma galáxia espiral (Sbc) localizada na direcção da constelação de Leo. Possui uma declinação de +27° 52' 01" e uma ascensão recta de 11 horas, 26 minutos e 15,7 segundos.
A galáxia NGC 3678 foi descoberta em 13 de Abril de 1831 por John Herschel.